# General MIDI

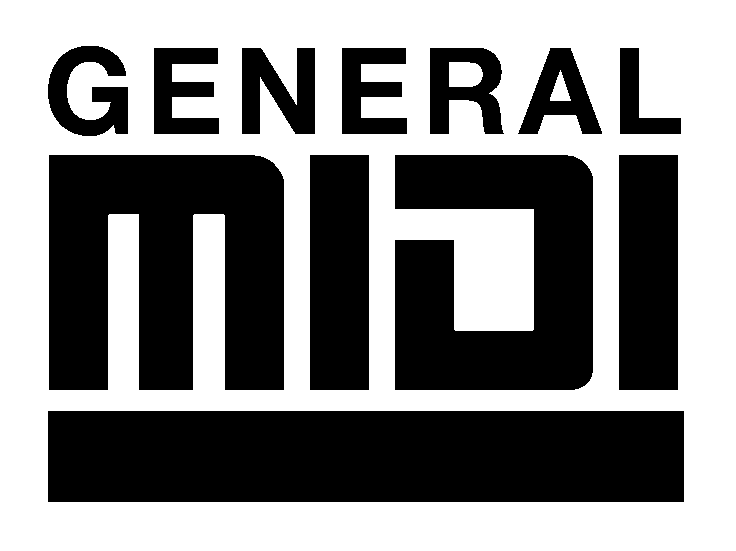

General MIDI или GM — стандартизированная спецификация для электронных музыкальных инструментов, отвечающих на MIDI-сообщения. Стандарт GM был разработан Американской Ассоциацией Производителей MIDI (MIDI Manufacturers Association) совместно с Японским Комитетом По Стандартам MIDI (Japan MIDI Standards Committee) и впервые продемонстрирован в 1991 году.
GM включает в себя новые требования, выходящие за рамки более абстрактной спецификации MIDI 1.0. В то время как MIDI 1.0 сам по себе обеспечивает коммуникационный протокол, который гарантирует, что различные инструменты могут взаимодействовать на фундаментальном уровне (например, нажатие клавиш на MIDI-клавиатуре приведет к тому, что подключенный звуковой модуль MIDI будет воспроизводить музыкальные ноты), GM идет дальше двумя способами: во-первых, требует, чтобы все совместимые с GM инструменты соответствовали определенному минимальному набору функций, например, возможность воспроизводить по меньшей мере 24 ноты одновременно (полифония); а во-вторых, придает конкретные интерпретации многим параметрам и управляющим сообщениям, которые не были продемонстрированы в MIDI 1.0, например, определение звуков инструмента для каждого из 128 возможных номеров программ).
GM-инструменты имеют возможность:
- Разрешать 24 голоса одновременно (включая по меньшей мере 16 мелодичных и 8 ударных голосов)
- Отвечать на скорость записи
- Поддерживать все 16 каналов одновременно (с 10-м каналом для перкуссии)
- Поддерживать полифонию (несколько одновременных нот) на каждом канале

## Параметры интерпретации
GM-инструменты должны также соблюдать следующие соглашения для событий программы и контроллера:

### События изменения программы
В MIDI звук инструмента или «программа» для каждого из 16 возможных MIDI-каналов выбирается с сообщением Program Change, имеющим параметр Program Number. В представленной ниже таблице показано, какой звук инструмента соответствует каждому из 128 возможных номеров программ только для GM. Есть 128 номеров программ. Цифры могут отображать как значения от 1 до 128, так и от 0 до 127. Нумерация от 0 до 127 чаще всего используется, в основном, только встроенным синтезатором, в то время как подавляющее большинство MIDI-устройств, цифровых звуковых рабочих станций и профессиональных MIDI-секвенсоров отображают номера программ, как показано в таблице, от 1 до 128.

#### Пианино
- 1 Концертный рояль
- 2 Яркое фортепиано
- 3 Электронный рояль
- 4 Расстроенное пианино из бара
- 5 Электропиано 1
- 6 Электропиано 2
- 7 Клавесин
- 8 Клавинет

#### Хроматическая перкуссия
- 9 Челеста
- 10 Колокольчики
- 11 Музыкальная шкатулка
- 12 Вибрафон
- 13 Маримба
- 14 Ксилофон
- 15 Колокола
- 16 Цимбалы

#### Орган
- 17 Орган Хаммонда
- 18 Перкуссионный орган
- 19 Рок-орган
- 20 Церковный орган
- 21 Язычковый орган
- 22 Аккордеон
- 23 Гармоника
- 24 Бандонеон

#### Гитара
- 25 Акустическая гитара 1
- 26 Акустическая гитара 2
- 27 Электрогитара (джаз)
- 28 Электрогитара (чистый звук)
- 29 Электрогитара (с приемом palm mute)
- 30 Перегруженная электрогитара
- 31 Дисторшн-электрогитара
- 32 Гитарные флажолеты

#### Бас
- 33 Акустический бас
- 34 Электрическая бас-гитара (палец)
- 35 Электрическая бас-гитара (медиатор)
- 36 Безладовый бас
- 37 Слэп-бас 1
- 38 Слэп-бас 2
- 39 Синтезаторный бас 1
- 40 Синтезаторный бас 2

#### Струнные инструменты
- 41 Скрипка
- 42 Виола
- 43 Виолончель
- 44 Контрабас
- 45 Скрипичное тремоло
- 46 Скрипичное пиццикато
- 47 Арфа
- 48 Литавры

#### Музыкальный коллектив
- 49 Струнный оркестр 1
- 50 Струнный оркестр 2
- 51 Синтезаторный оркестр 1
- 52 Синтезаторный оркестр 2
- 53 Хор, поющий «А»
- 54 Голос, поющий «О»
- 55 Синтезаторный хор
- 56 Оркестровый акцент

#### Медные духовые инструменты
- 57 Труба
- 58 Тромбон
- 59 Туба
- 60 Приглушенная труба
- 61 Валторна
- 62 Духовой оркестр
- 63 Синтезаторные духовые 1
- 64 Синтезаторные духовые 2

#### Язычковые духовые инструменты
- 65 Сопрано-саксофон
- 66 Альт-саксофон
- 67 Тенор-саксофон
- 68 Баритон-саксофон
- 69 Гобой
- 70 Английский рожок
- 71 Фагот
- 72 Кларнет

#### Деревянные духовые инструменты
- 73 Пикколо
- 74 Флейта
- 75 Блокфлейта
- 76 Флейта Пана
- 77 Бутылочные горлышки
- 78 Сякухати
- 79 Свисток
- 80 Окарина

#### Синтезаторный ведущий голос
- 81 Ведущий голос 1 (меандр)
- 82 Ведущий голос 2 (пилообразная волна)
- 83 Ведущий голос 3 (каллиопа)
- 84 Ведущий голос 4 (чиффер)
- 85 Ведущий голос 5 (чаранг)
- 86 Ведущий голос 6 (голос)
- 87 Ведущий голос 7 (квинта)
- 88 Ведущий голос 8 (бас и ведущий голос)

#### Синтезаторный подголосок
- 89 Подголосок 1 (Нью Эйдж, или "Фантасия")
- 90 Подголосок 2 (теплый звук)
- 91 Подголосок 3 (полисинтезатор)
- 92 Подголосок 4 (хор, или "Space Voice")
- 93 Подголосок 5 (искривленный звук)
- 94 Подголосок 6 (металлический звук)
- 95 Подголосок 7 (гало)
- 96 Подголосок 8 (свип)

#### Синтезаторные эффекты
- 97 FX 1 (дождь)
- 98 FX 2 (саундтрэк)
- 99 FX 3 (кристалл)
- 100 FX 4 (атмосфера)
- 101 FX 5 (яркость)
- 102 FX 6 (гоблины)
- 103 FX 7 (эхо)
- 104 FX 8 (сай-фай)

#### Этнические музыкальные инструменты
- 105 Ситар
- 106 Банджо
- 107 Сямисэн
- 108 Кото
- 109 Калимба
- 110 Волынка
- 111 Фиддл
- 112 Шахнай

#### Ударные музыкальные инструменты
- 113 Медные колокольчики
- 114 Агого
- 115 Стальные барабаны
- 116 Деревянная коробочка
- 117 Тайко
- 118 Мелодичный том-том
- 119 Электробарабаны
- 120 Цимбалы задом наперед

#### Звуковые эффекты
- 121 Шум гитарных струн
- 122 Дыхание
- 123 Шум прибоя
- 124 Птичья трель
- 125 Телефонный звонок
- 126 Шум вертолета
- 127 Аплодисменты
- 128 Выстрел

### Перкуссия
В стандарте GM ударные инструменты зарегистрированы только на 10-м канале. Ноты, записанные на канале 10, всегда создают звуки перкуссии при передаче на клавиатуру или синтезаторный модуль, который использует стандарт GM. Каждое из 128 различных возможных номеров заметок коррелирует с уникальным ударным инструментом, но шаг звука не относится к номеру ноты.
Если MIDI-файл запрограммирован на общий MIDI-протокол, результаты будут предсказуемы, но точность воспроизведения звука может варьироваться в зависимости от качества синтезатора GM:
- 35 Большой барабан 1
- 36 Большой барабан 2
- 37 Римшот
- 38 Малый барабан 1
- 39 Хлопок
- 40 Малый барабан 2
- 41 Низкий том 2
- 42 Закрытый хай-хэт
- 43 Низкий том 1
- 44 Педальный хай-хэт
- 45 Средний том 2
- 46 Открытый хай-хэт
- 47 Средний том 1
- 48 Высокий том 2
- 49 Крэш 1
- 50 Высокий том 1
- 51 Райд 1
- 52 Чайна
- 53 Райд-белл
- 54 Тамбурин
- 55 Сплэш
- 56 Ковбелл
- 57 Крэш 2
- 58 Вибраслэп
- 59 Райд 2
- 60 Высокий бонго
- 61 Низкий бонго
- 62 Приглушенная высокая конга
- 63 Открытая высокая конга
- 64 Низкая конга
- 65 Высокий тимбал
- 66 Низкий тимбал
- 67 Высокое агого
- 68 Низкое агого
- 69 Кабаса
- 70 Маракас
- 71 Короткий свист
- 72 Длинный свист
- 73 Короткий звук гуиро
- 74 Длинный звук гуиро
- 75 Клаве
- 76 Высокий звук деревянной коробочки
- 77 Низкий звук деревянной коробочки
- 78 Приглушенная куика
- 79 Открытая куика
- 80 Приглушенный треугольник
- 81 Открытый треугольник

### Контроллер событий
В MIDI настраиваемые параметры для каждого из 16 возможных MIDI-каналов могут быть установлены с помощью сообщения Control Change, которое имеет параметр Control Number и параметр Control Value. GM также указывает, какие операции должны выполняться несколькими номерами управления:

1 Колесо модуляции

7 Громкость

10 Баланс

11 Экспрессия

64 Педаль сустейна

100 Зарегистрированный номер параметра LSB

101 Зарегистрированный номер параметра MSB

121 Все контроллеры выключены

123 Все ноты выключены

### RPN
GM определяет несколько зарегистрированных параметров, которые действуют как контроллеры, но рассматриваются иначе. В MIDI каждому зарегистрированному параметру присваивается номер зарегистрированного параметра или RPN. Зарегистрированные параметры обычно называются RPN для краткости.
Настройка зарегистрированных параметров требует отправки (числа десятичные):
1. два сообщения смены управления с использованием номеров управления 101 и 100 для выбора параметра, за которым следует
2. любое количество сообщений ввода данных одного или двух байтов (MSB = Controller # 6, LSB = Controller # 38) и, наконец,
3. сообщение «Конец RPN»

Следующие глобальные номера зарегистрированных параметров (RPN) стандартизированы (параметр задается парой RPN LSB / MSB, а значение устанавливается с помощью пары LSB / MSB ввода данных):

0,0 Диапазон изменения высоты тона

1,0 Канальная тонкая настройка

2,0 Канальная грубая настройка

Например: последовательность управления RPN для установки грубой настройки на A440 (пар. 2, значение 64): 

101: 0, 100: 2, 6:64, 101: 127, 100: 127

### Исключительные сообщения системы
Определяются два сообщения GM System Exclusive («SysEx»): один для включения и отключения режима общей совместимости MIDI (для синтезаторов, которые также имеют не-GM-режимы); а другой - для установки основного тома синтезатора.

## Расширения GS
GS — расширение стандарта General MIDI, в котором добавлено несколько проприетарных расширений. Наиболее примечательным дополнением была способность обращаться к нескольким банкам программ (звуков инструмента) с помощью дополнительной пары контроллеров Bank Select, чтобы указать до 16384 «вариационных» звуков (cc#0 - Bank Select MSB, а cc#32 - Bank Выберите LSB). Другими наиболее примечательными особенностями были 9 комплектов ударных с 14 дополнительными звуками ударных, одновременные комплекты ударных - до 2 (каналы 10/11), сообщения смены управления для управления уровнем отправки блоков звукового эффекта (cc#91-94), ввода дополнительные параметры (cc#98-101), portamento, sostenuto, мягкая педаль (cс#65-67) и специфичные для модели сообщения SysEx для установки различных параметров синтезатора.
GS был представлен в 1991 году линейкой Roland Sound Canvas, которая также была первым в России модулем синтезатора General MIDI.

## General MIDI Level 2
В 1999 году появилась обновленная версия стандарта GM, включающая в себе еще больше контроллеров, патчей, RPN и SysEx-сообщений в попытке согласовать конфликтующие и проприетарные дополнения Roland GS и Yamaha XG. Вот краткий обзор изменений GM2 по сравнению с GM / GS:
- Количество нот составляет минимум 32 от одновременных нот
- Одновременных ударных наборов составляет примерно до 2 (Каналы 10/11)
- Допускается до 16384 банка вариаций, каждая из которых содержит версию 128 мелодических звуков (точное использование этих банков зависит от конкретного производителя)
- В GS включены 9 ударных комплектов
- Дополнительные сообщения об изменении управления: 
  - Резонанс фильтра (тембр / гармоническая интенсивность) (cc#71)
  - Время выпуска (cc#72)
  - Время атаки (cc#73)
  - Частота яркости / среза (cc#74)
  - Время затухания (cc#75)
  - Время вибрато (c #76)
  - Глубина вибрато (cc#77)
  - Задержка вибрато (cc#78)
- Зарегистрированные номера параметров (RPN)
  - Диапазон глубины модуляции (диапазон глубины вибрато)
- Универсальные сообщения SysEx
  - Мастер-громкость, тонкая настройка, грубая настройка
  - Тип реверберации, время
  - Тип хора, скорость мод, глубина мод, обратная связь, отправка в ревербацию
  - Настройка адресата контроллера
  - Настройка масштабирования/октавы
  - Контроллеры на базе клавиш
  - Система GM2 в сообщении SysEx

Дополнительные мелодические инструменты можно получить, установив значения CC#0 на 121, а затем используя CC#32, чтобы выбрать банк до изменения программы.

## Официальные организации по MIDI стандартам
- MIDI Manufacturers Association (MMA) - Источник для англоязычных MIDI-спецификаций
- Association of Musical Electronics Industry (AMEI) - Источник MIDI-спецификаций на японском языке